# Wijchen
Wijchen là một đô thị thuộc tỉnh Gelderland, Hà Lan. Đô thị này có diện tích km2, dân số là người.